# Джахангироглы, Ибрагим-бек
Ибрагим-бек Джахангироглы (азерб. İbrahim bəy Cahangiroğlu, тур. İbrahim bey Cihangiroğlu), также Джахангирзаде, Джангиров (после 1934 года — Ибрагим Айдын), — азербайджанский и турецкий военный и политический деятель.

## Биография
Родился в 1874 году в Александрополе, учился в местной духовной школе. Затем поступил в русское городское училище в Карсе. В 1903 году за связи с запрещённой организацией исламского толка был арестован и сослан в Дагестан, но через шесть месяцев был помилован и вернулся в Карс, где поступил на финансовую службу. Во время армяно-азербайджанских столкновений 1905—1906 годов командовал отрядом азербайджанских добровольцев в Карабахе, наладил связи с движением «Дифаи». Из Карабаха ушёл в Персию, где участвовал в конституционной революции на стороне восставших. После подавления революции вместе с 700 соратниками бежал в Османскую империю. Пройдя в Стамбуле трёхмесячную военную подготовку, был отправлен воевать на Балканы вместе с другими кавказскими добровольцами на стороне турок; участвовал в обороне Адрианополя.
С началом Первой мировой войны был отправлен на Кавказский фронт, где в мае 1918 года был назначен командиром полка. В ноябре 1918 года был назначен военным министром новопровозглашённой Аракской республики и одновременно возглавил Карсский мусульманский совет. После фактического падения Аракской республики мусульманский совет Карса 1 декабря 1918 года провозгласил независимость Юго-Западной Кавказской демократической республики, а Джахангироглы был избран председателем Совета министров. Армия молодой республики, которая пользовалась поддержкой Британской миссии на Кавказе, состояла в основном из оставшихся на территории Карсской области турецких солдат и офицеров. Когда последние в апреле 1919 года предприняли атаку на контролируемые Грузией территории Ахалкалакского и Ахалцихского уездов, войска Британской миссии разогнали карсский парламент и арестовали кабинет министров республики, положив конец её существованию и разделив её территорию между Грузией и Арменией. Джахангироглы, бывший среди арестованных, был сослан на Мальту. Вернувшись через год из ссылки, обосновался в Карсе, куда перебралась также его супруга Мелек и их сын. С 1921 по 1928 годы служил главой карсского муниципалитета. После принятия в Турции в 1934 году Закона о фамилиях взял фамилию Айдын. Умер в Карсе в 1948 году.
В 2003 году в Карсе прошла церемония почтения памяти Джахангироглы; в его честь была воздвигнута памятная стела, а его именем назван городской парк.